# 耶格卡爾峰

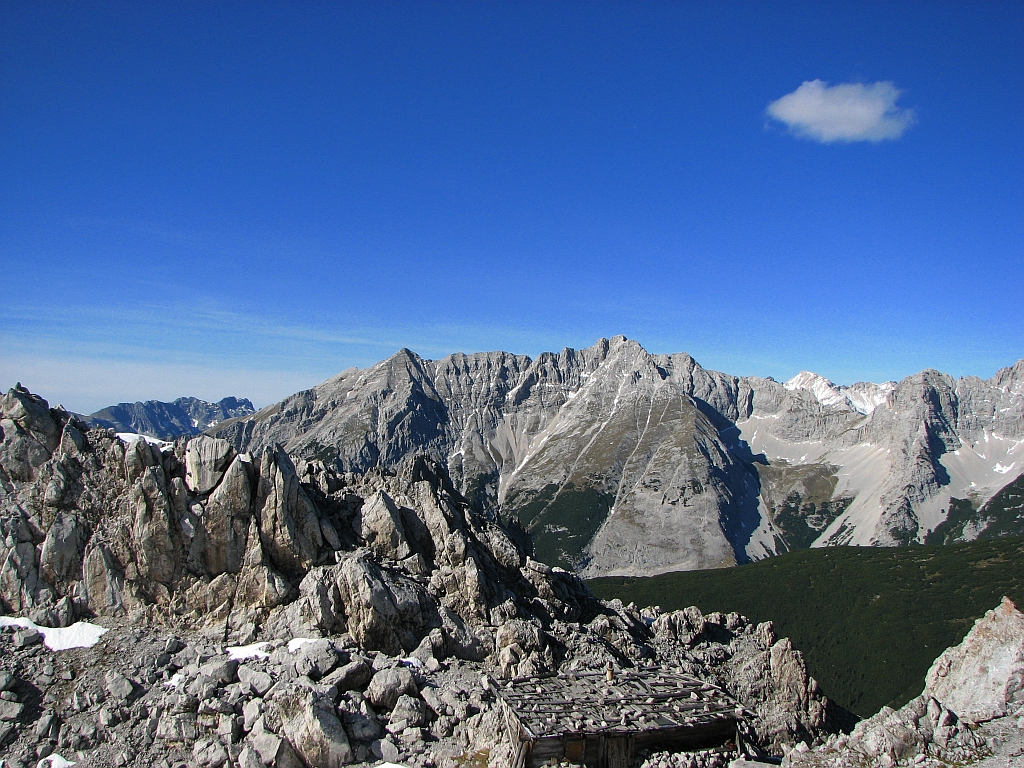

47°21′15″N 11°22′31″E / 47.35417°N 11.37528°E
耶格卡爾峰（德語：Jägerkarspitzen），是奧地利的山峰，位於該國西部，由蒂羅爾州負責管轄，屬於卡爾文德爾山脈的一部分，距離西普拉克斯馬勒卡爾峰1.9公里，海拔高度2,608米。